# جیپ کومانچی
جیپ کومانچی (به انگلیسی: Jeep Comanche) خودرویی است که در سال‌های ۱۹۸۶ تا ۱۹۹۲ توسط شرکت جیپ تولید شده‌است. طراحی آن موتور جلو، توزیع نیروی پیشران و خودرو چهار چرخ محرک بوده‌است. سیستم جعبه‌دندهٔ آن ۳ دندهٔ خودکار یا ۴ و ۵ دنده به دو صورت دستی است.